# Aega microphthalma
Aega microphthalma är en kräftdjursart som beskrevs av James Dwight Dana 1853. Aega microphthalma ingår i släktet Aega och familjen Aegidae. Arten är reproducerande i Sverige. Inga underarter finns listade i Catalogue of Life.